# Bandeira de Britânia (Goiás)
A Bandeira de Britânia é um dos símbolos oficiais de Britânia, município de Goiás.

## Descrição
Seu desenho consiste em um retângulo dividido horizontalmente em oito faixas de igual largura nas cores verde e ouro intercaladas, sendo a superior na cor verde. Sobrepondo-se às faixas, há um losango na cor azul sobre o qual está o brasão municipal